# دومينيك كوكسيس
دومينيك كوكسيس (بالمجرية: Kocsis Dominik)‏ هو لاعب كرة قدم مجري، ولد في 1 أغسطس 2002 في ناجيكانيزسا في المجر.